# Georg Verkehrsorganisation

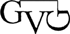
Logo Georg Verkehrsorganisation GmbH

Die Georg Verkehrsorganisation GmbH (GVG) ist ein deutsches Eisenbahnverkehrsunternehmen (EVU), das sich dem Schienenpersonenfernverkehr (SPFV) in Europa widmet. Bekannt wurde die GVG vor allem mit dem Berlin-Night-Express. Nach dem überraschenden Tod des GVG-Geschäftsführers Rolf Georg Anfang Mai 2019 verfügte das Unternehmen über keinen Eisenbahnbetriebsleiter. Für den Betrieb des Berlin-Night-Express sprang das EVU Wedler Franz Logistik (WFL) als Dienstleister ein. Die weitere Zukunft des Unternehmens war ungewiss.
Zum 01.10.2020 wechselte die Geschäftsführung zu Andreas Bernhard. Das Unternehmen ist weiterhin zugelassenes Eisenbahnverkehrsunternehmen.

## Geschichte und Tätigkeitsfeld
Das Unternehmen betreibt seit 1958 Charterzüge im Auftrag von Reisebüros und anderen Unternehmen. Die von Rolf Georg gegründete GVG – in ihrer derzeitigen Form – wurde am 28. Februar 1971 in Frankfurt am Main gegründet. Die Zulassung als EVU erfolgte am 1. April 1994. Am 24. September 2000 wurde zusammen mit dem schwedischen Eisenbahnverkehrsunternehmen SJ AB der Berlin-Malmö-Express gestartet. Dieser wird seit 2019 durch das Unternehmen Snälltåget betrieben.

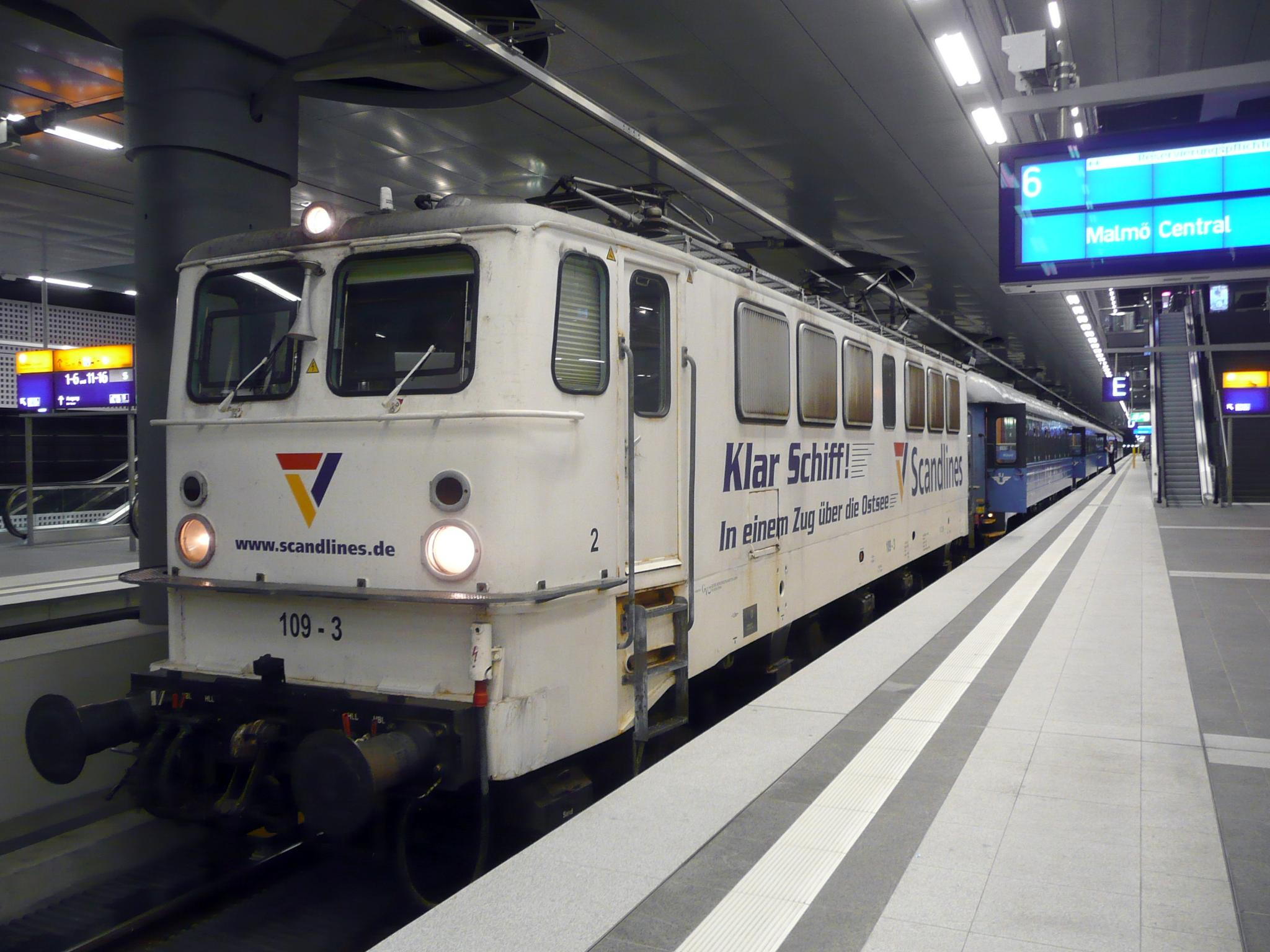
Lok der Georg Verkehrsorganisation mit dem Berlin Night Express

## Expansionsversuche
Die GVG hat mehrfach versucht, weitere Züge im Schienenpersonenfernverkehr in das europäische Ausland anzubieten:
- Basel–Domodossola–Mailand: Die italienische Staatsbahn Ferrovie dello Stato hat im Zeitraum 1995 bis 2003 verhindert, dass die GVG Infrastrukturzugang, Fahrplantrassen und Traktionsleistungen erhält. Dieses Verhalten wurde von der EU-Kommission mit der Entscheidung vom 27. August 2003 untersagt.[6]
- Mannheim–Paris: Für das Fahrplanjahr 2007 beantragte die GVG 2006 sechs Trassen bei der DB Netz, die den Antrag aus rechtlichen und fahrplantechnischen Gründen ablehnte. Ein Nachprüfungsverfahren bei der Bundesnetzagentur wurde eingestellt.[7]